# Pedro Muñoz Seca

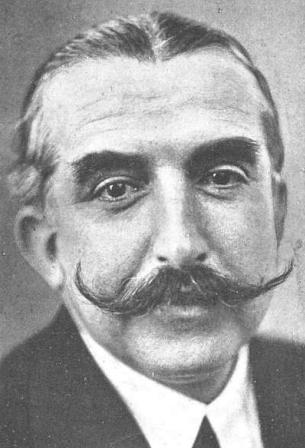
Pedro Muñoz Seca 1924.

Pedro Muñoz Seca, född 21 februari 1879 i El Puerto de Santa María, död 28 november 1936 i Paracuellos de Jarama, Madrid, var en spansk dramatiker. Han var känd för sina humoristiska pjäser. Hans mest kända pjäs är La venganza de Don Mendo ("Don Mendos hämnd"), som parodierar romantiska verk, utmärker sig med sin språkliga höjd och har filmatiserats flera gånger.
Muñoz Seca dödades av kommunisterna under spanska inbördeskriget för sitt stöd för monarkin. Han var en av de omkring 2 500 döda i Paracuellos-massakrerna utanför Madrid. Han var humorist in i döden, hans sista ord inför arkebuseringspatrullen ska ha varit: "Ni kan ta min gård, mitt land, mina tillgångar, till och med, som ni kommer att göra, mitt liv, men det finns en sak som ni inte kan ta ifrån mig... och det är skräcken jag känner."